# Dzielec (Słopnice)
Dzielec – wzniesienie w Beskidzie Wyspowym u południowo-wschodnich podnóży Mogielicy. W całości znajduje się w obrębie miejscowości Słopnice (w ich części zwanej Słopnicami Górnymi). Ma charakter wydłużonego wzniesienia o przebiegu południowy zachód – północny wschód i trzy wierzchołki: 731, 753 i 730 m. Jest niemal całkowicie zalesione lasem iglastym ze świerkiem, jodłą i sosną. Znajduje się jednak na nim kilka polan, w tym jedna duża na zachodnich stokach na osiedlu Smagówka. Z Dzielca spływa kilka potoków, wszystkie uchodzą do Słopniczanki. Największe z nich to Michałkowski Potok i Babieniec.